# Cilleros de la Bastida
Cilleros de la Bastida település Spanyolországban, Salamanca tartományban. Cilleros de la Bastida La Bastida, Valero, Garcibuey, Villanueva del Conde, San Miguel del Robledo és Cereceda de la Sierra községekkel határos. Lakosainak száma 23 fő (2024).

## Népesség
A település népessége az elmúlt években az alábbi módon változott:
| Lakosok száma | 40   | 37   | 41   | 35   | 36   | 27   | 28   | 26   | 23   | 23   |
|               | 2001 | 2004 | 2007 | 2009 | 2012 | 2014 | 2017 | 2019 | 2022 | 2024 |